# 안좌초등학교 우목분교
안좌초등학교 우목분교는 대한민국 전라남도 신안군 안좌면에 있었던 공립 초등학교이다.

## 연혁
- 1958년 4월 1일 안좌국민학교 우목분교 설립 인가
- 1958년 4월 21일 우목분교장 개교
- 1967년 4월 1일 도서벽지학교 '을'급 지정
- 1970년 3월 1일 안좌남국민학교 우목분교장 개편
- 1986년 1월 1일 도서벽지학교 '나'급 조정
- 1993년 3월 1일 안좌남국민학교 폐교, 안좌국민학교 우목분교장 개편
- 1996년 3월 1일 안좌초등학교 우목분교 개칭
- 1996년 3월 1일 폐교 및 안좌초등학교 통폐합